# Daniela Neunast
Daniela Neunast (n. 19 septembrie 1966, Potsdam, RDG) este o sportivă ce a reprezentat Germania, medaliată olimpică. A participat la 3 ediții ale Jocurilor Olimpice (1988, 1992, 1996) în care a câștigat o medalie de aur și o medalie de bronz.